# Alfredas Skroblas
Alfredas Skroblas (ur. 11 marca 1984 w Mariampolu) – litewski piłkarz, od początku 2012 roku grający w Kruoja Pokroje. Występuje na pozycji obrońcy.

## Kariera klubowa
Skroblas profesjonalną karierę zaczynał w Ekranasie Poniewież. Zimą 2009 roku Skroblas przebywał na testach w Widzewie Łódź, jednak nie przekonał do siebie sztabu szkoleniowego polskiego zespołu. Ostatecznie pozostał w ekstraklasie litewskiej. Trafił do Sūduvy Mariampol, w której spędził trzy sezony. Zimą 2012 roku został graczem klubu Kruoja Pokroje.

## Kariera reprezentacyjna
W reprezentacji Litwy zadebiutował 31 maja 2008 roku w towarzyskim meczu przeciwko reprezentacji Estonii. Do tej pory rozegrał w niej dwa mecze (stan na 6 kwietnia 2013).
| Mecze i gole w reprezentacji | Mecze i gole w reprezentacji | Mecze i gole w reprezentacji | Mecze i gole w reprezentacji | Mecze i gole w reprezentacji | Mecze i gole w reprezentacji | Mecze i gole w reprezentacji |
| #                            | Data                         | Stadion                      | Rywal                        | Wynik                        | Gol                          | Rozgrywki                    |
| 2008                         | 2008                         | 2008                         | 2008                         | 2008                         | 2008                         | 2008                         |
| ---------------------------- | ---------------------------- | ---------------------------- | ---------------------------- | ---------------------------- | ---------------------------- | ---------------------------- |
| 1.                           | 31.05.2008                   | Jurmała, Łotwa               | Estonia                      | 1:0                          | 0                            | towarzyski                   |
| 2.                           | 04.06.2008                   | Burghausen, Niemcy           | Rosja                        | 1:4                          | 0                            | towarzyski                   |

## Sukcesy
- Mistrz Litwy: 2008
- Puchar Litwy;; 2009